# Pinodžem II.

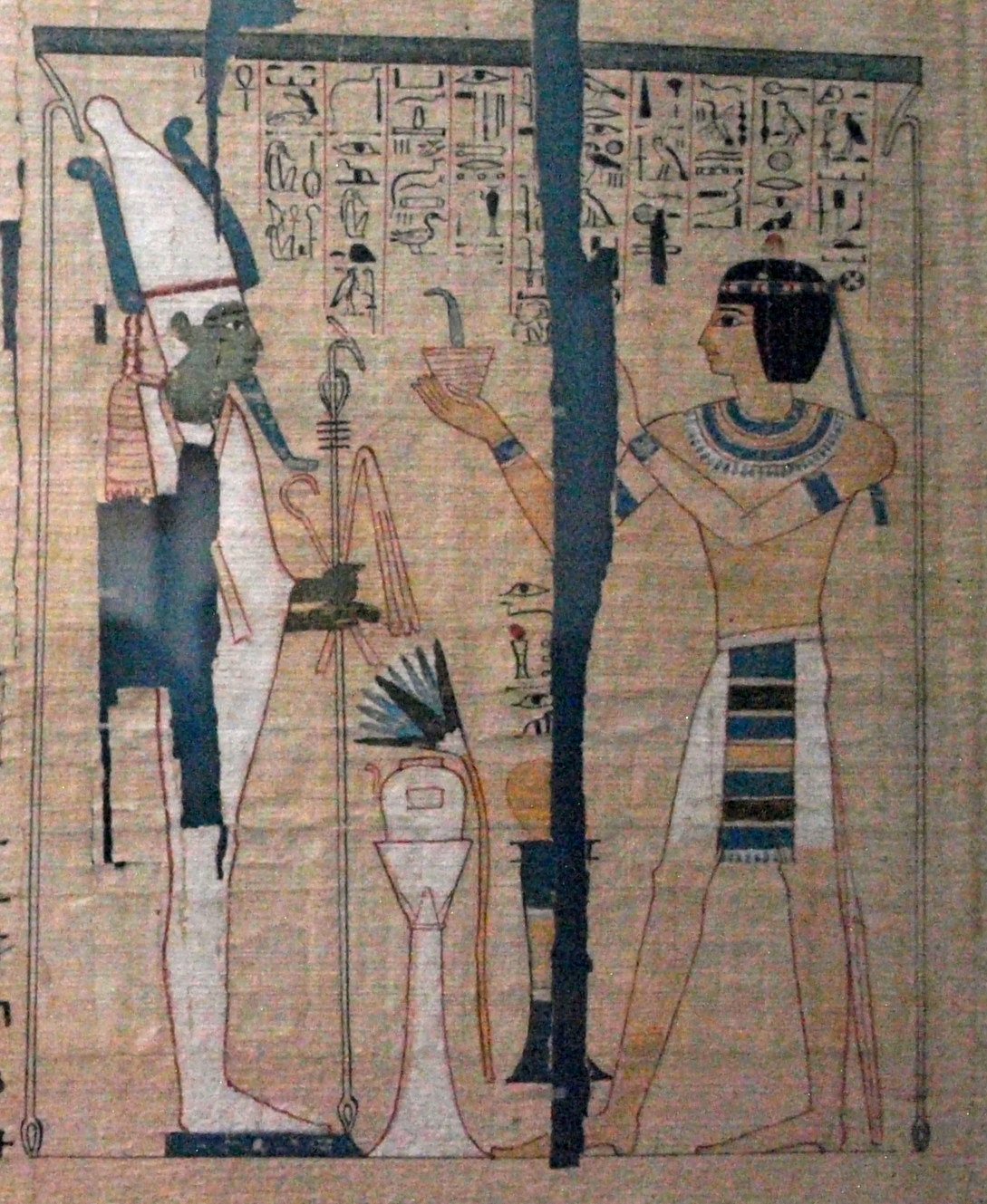
Vyobrazení Pinodžema II. v jeho Knize mrtvých

Pinodžem II. byl thébský velekněz a de facto vládce Horního Egypta v dobách starověkého Egypta. Tento post zastával v letech 990–976 př. n. l. Jeho rodiči byli Mencheperre, předchozí Amonův velekněz, a jeho manželka Isetemcheb. Pinodžem II. se oženil se svojí sestrou Isetemcheb a svojí neteří Nesichons, která byla dcerou jeho bratra Smendese II. V roli Amonova velekněze vystřídal právě svého bratra, který v této funkci působil pouze krátkou dobu. Jedním z jeho potomků byl Pasbachaenniut II., pozdější faraon a poslední vládce 21. dynastie. Společně s Isetemcheb měl ještě dvě dcery Harweben a Henuttawy. S druhou manželkou Nesichons měl čtyři děti; syny Tjanefera a Masaharta a dvě dcery Itawy a Nesitanebetašru.
Když Pinodžem II. zemřel, jeho mumie byla společně s ostatky jeho manželek a nejméně jedné dcery (Nesitanebetašru) uložena do hrobky DB320 v Dér el-Bahrí. V této hrobce byli uloženi i někteří panovníci 18., 19. a 20. dynastie mezi nimiž byli například králové Ahmose I., Amenhotep I., Thutmose I., Thutmose II., Thutmose III., Ramesse I., Sethi I., Ramesse II. a Ramesse IX. Tato hrobka byla objevena v roce 1881. Důvodem přemístění královských mumií do této skrýše byla snaha ochránit zesnulé vládce před vykradači hrobek.
Hieroglyfický zápis jeho jména:
| G40 | Z4 | M29 | Aa15 · Y1 |